# 너를 닮은 사람
《너를 닮은 사람》은 2021년 10월 13일부터 2021년 12월 2일까지 방송된 JTBC 수목드라마다.

## 기획의도
자신의 욕망에 충실했던 한 여자와 그 여자와의 만남으로 삶의 빛을 잃은 또 다른 여자의 이야기를 통해 벌어지는 치정과 배신, 타락과 복수를 담은 멜로드라마

## 제작진

### 제작사
- JTBC 스튜디오
- 셀트리온 엔터테인먼트

### 연출
- 임현욱 : ( JTBC 일일시트콤 《청담동 살아요》(공동연출), JTBC 예능프로그램 《김국진의 현장박치기》(공동연출), JTBC 예능프로그램 《상상연애대전》(공동연출), JTBC 예능프로그램 《미라클 코리아》(공동연출), JTBC 시사교양프로그램 《썰전》(공동연출), JTBC 일일시트콤 《시트콩 로얄빌라》(공동연출), JTBC 예능프로그램 《히든싱어 2》(공동연출), JTBC 예능프로그램 《히든싱어 3》(공동연출), JTBC 예능프로그램 《나홀로 연애중》(공동연출), JTBC 예능프로그램 《내 친구의 집은 어디인가》(공동연출), JTBC 예능프로그램 《연쇄쇼핑가족》(공동연출), JTBC 주말특별기획드라마 《송곳》(조연출), JTBC 금토드라마 《이번주 아내가 바람을 핍니다》(조연출), JTBC 웹드라마 《알 수도 있는 사람》(연출), JTBC 월화드라마 《라이프》(공동연출), JTBC 월화드라마 《꽃파당: 조선혼담공작소》(공동연출) 등 연출 )

### 극본
- 유보라 : 영화 《125 전승철》(각본), 영화 《산다》(각색/제작지원), 영화 《눈길》(각본), KBS2 드라마스페셜 《태권, 도를 좋아하십니까》(집필), KBS2 드라마스페셜 《저어새, 날아가다》(집필), KBS2 드라마스페셜 《상권이》(집필), KBS2 드라마스페셜 《연우의 여름》(집필), KBS2 수목드라마 《비밀》(공동집필), KBS2 드라마스페셜 《18세》(집필), KBS2 3.1절 특선드라마 《눈길》(집필), JTBC 월화드라마 《그냥 사랑하는 사이》(집필) 등 집필

## 등장인물

### 주요 인물
- 고현정 : 정희주 역 - 성공한 화가이자 에세이 작가. 태림병원/학교법인 일가의 며느리 우재의 내연녀

희주에게 가장 좋은 시절은 늘, 바로 ‘지금’이다.
희주는 ‘지금 놓치기 쉬운 행복’을 그리는 화가이다.
언뜻 서툴러 보이지만, 솔직하고 따뜻한 시선으로 바라본 인물과 일상을 그린다. 그녀의 작품에 위로를 느낀 팬들이 늘면서 에세이까지 출판한 인기 작가. 과거의 것들과 결별할수록 더 나은 사람이 되어 왔다고, 희주는 생각한다.
가난했던 청춘은 끔찍했다.
그러기에 젊음이 부럽지도 그때로 돌아가고 싶지도 않다.
간호조무사로 일하던 태림병원에서 현성을 만났다.
결혼 후 행복하고 여유있는 삶이 시작됐지만, 두 아이의 엄마로 한 남자의 아내로, 시간은 무의미하게 흘러갔다.
그러다 가난마저도 빛나는 장식품으로 보이게 만드는 한 '여자'를 만나며 인생이 송두리째 바뀐다.
- 신현빈 : 구해원 / 한나 역 - 태림여중 기간제 미술교사

보풀이 잔뜩 인 낡은 녹색 코트를 세 계절 내내 입는 여자.
희주 딸아이의 중학교 기간제 미술교사로 별명은 ‘미미(미친 미술 교사)’다.
해원의 과거는 가난했지만 불행하지 않았다.
어디서나 당당했고 품이 넓은 사람이었다.
하지만 희주와의 만남은 큰 생채기를 남겼다.
치열함 조차 빛났던 젊음은 빛을 잃었고, 해원은 작가의 길 대신 계약직 미술교사로 전전한다.
대충 먹고 대충 자다보니 몸도 망가져갔다.
수업을 하면 쉬이 지쳐 이제는 미술에 대한 관심도 잃어버렸다.
그런데… 그런 해원의 눈길을 잡아끄는 그림이 있었다.
해원은 그 그림에서 예상치 못한 이름을 발견한다.
정희주. 희주의 이름을 되뇌는 순간, 해원은 오래전 느꼈던 날카로운 통증을 또다시 느낀다.
잊었다고 생각한 것은 해원의 오만이었다.
시간이 갈수록 곪아터지는 상처도 있다. 우재의 아내
- 김재영 : 서우재 역 - 해원의 미대 선배. 이자. 내연남. 호수의 친부. 조각가

천재 조각가였던 아버지의 뒤를 따라 조소과에 진학했지만 재능보다는 외모가 이슈였다.
늘 무언가 결핍되어 있는 모습에 매력을 느낀 여학생들이 많이 따랐다.
자유로운 영혼은 행색일 뿐, 극도로 외로운 사람.
아버지와 같은 재능이 없어 늘 불안하고 그 불안을 숨기려 더 거칠게 행동했고, 세상의 불행을 저 혼자 짊어진 것처럼 음울한 기운을 풍겼다.
낡고 더럽고 아픈 것들을 어루만지는 해원의 그림을 우재는 사랑했다. 해원의 남편
- 최원영 : 안현성 역 - 정희주의 남편. 태림학원 법인의 대표이사 호수의 양부

태림여중에 이어 곧 예고로 전환될 태림여고가 소속된
태림학원 법인의 대표이사.
온화한 성품, 누구에게나 상냥한 말투의 ‘좋은’ 사람이다.
집안의 후광으로 능력에 비해 많은 것을 얻었기에 현재에 만족하려고 노력한다. 지금의 자리 역시 현성의 능력이 아닌 집안의 후광으로 어머니가 만들어준 것이다.
그런 그가 유일하게 욕심을 내고 제 손으로 성취한 것이 희주와의 결혼이었다.
쓸데없는 분노나 체념 대신 ‘지금’을 버텨내는 희주의 강인함이 좋았다.
항상 지금보다 조금씩 나아지는 희주를 보며 현성도 함께 성장했다.
물론 그들에게 시련이 없었던 것은 아니다.
그 시간을 겪어내고 이겨내며 여기까지 왔다.
현성의 선택이 옳았음을 증명하는, 누구나 부러워하는 이상적인 가정.
그러니 현성은 이 가정을 어떻게든 지켜낼 생각이다.

### 정희주의 사람들
- 김보연 : 박영선 역 - 태림병원 이사장, 정희주의 시어머니

수완 좋은 장사꾼으로 지금의 태림재단을 있게 한 장본인.
아들 현성에게 집착이 크다. 생전 처음으로 반항하는 아들과 연을 끊을 순 없어 기준에 한참 못 미치는 희주를 마지못해 받아들였다.
아들을 뺏긴 대신 손자 호수를 독차지해 여생을 즐기며 살고 싶다.
누구보다 희주를 옥죄는 사람.
- 신동욱 : 정선우 역 - 정희주의 남동생, 태림병원 물리치료사

물리치료사가 된 것은 누나를 위해서였다.
어릴 때부터 몸을 써 성한 곳이 없던 누나를 도울 수 있는 일이라 여긴 것이다. 혹시나 누나에게 누가 될까 싶어 있는 듯 없는 듯,
숨죽이며 사는 속 깊은 남자. 사려 깊은 성격 덕에 담당하는 환자들의 마음도 어루만질 줄 안다.
아픔에 무신경하기로 작정한 것 같은 해원을 치료하면서 자꾸 마음이 쓰인다.
- 장혜진 : 안민서 역 - 태림병원 신경외과 과장, 정희주의 시누이

희주의 속내를 꿰뚫고 있는 듯한 눈빛, 희주를 불편하게 하는 존재.
동생보다 똑똑하다는 이유로, 여자이기 때문에 차별을 받았다고 생각한다.
오직 아들밖에 모르는 엄마를 외면하며 공부에 매진, 의대에 진학했다.
현성이 아닌 자신이 영선의 자리를 이을 거라는 확신으로 헌신을 다한다.
- 홍서준 : 이형기 역 - 태림재단 변호사, 안민서의 남편

손에 쥔 것은 없고 머리만 좋아 변호사가 된 인물.
아내 민서를 이용해 태림을 차지하려는 나름의 야심가.
- 김수안 : 안리사 역 - 정희주와 안현성의 딸, 태림 여중 3학년

영국 유학 중 중학생이 될 무렵 한국으로 돌아왔다.
귀국 후 공부에는 취미가 없어, 현성의 학원 법인에서 곧 예고로 전환될 고등학교에 진학하려 한다.
전공을 바꾸길 수차례. 지금은 무용으로 마음을 굳힌 듯하다.
- 김동하 : 안호수 역 - 정희주와 우재의 친아들, 유치원생 (3회) 안현성의 양아들 사실은 희주와, 우재는 불륜관계이다.

희주와, 우재 불륜 관계에서 낳은 아이.
귀국하자마자 호수는 희주의 아이가 아닌 영선의 손자로 키워진다.
갓난아기 시절을 기억할 리 없는 호수는 엄마와 함께 있을 때보다 영선과 함께인 게 더 편하다.
- 박성연 : 이동미 역 - 정희주의 친구, 낚시터 사장

과거 간호조무사로 희주의 직장 동료였다.
희주와 동갑에 비슷한 처지인 터라 가까운 사이가 됐다.
간호하던 환자에게 낚시터를 상속받으며 일을 그만뒀다.
생면부지의 여자에게 유산을 남겼다며 뒷말이 많았지만 희주는 입을 다물었다. 희주가 가장 곤란할 때 힘이 되어준다.

### 구해원의 사람들
- 이호재 : 구광모 역 (†) - 구해원의 외할아버지

손녀 해원을 오롯이 애정으로만 보듬었다.
올곧게 자라 광모의 자랑이었던 해원이 변했다.
둥그렇던 해원에게 고슴도치 마냥 가시가 돋쳐 버렸다.
그러나 어쩌겠는가, 상처가 나더라도 내 새끼를 꼭 품을 수밖에.
- 서정연 : 구정연 역 - 구해원의 엄마, 화장품 방문판매원

18살에 해원을 낳아 젖도 떼지 않은 채 아빠(광모)에게 두고 도망쳤었다.
자신이 아이를 망칠까 두려워서. 나이 오십이 되어가도, 힘들 때면 아빠부터 찾는 철부지 엄마.
끊임없이 연애 중인, 취미가 연애인 여자.
- 김상호 : 윤상호 역 - 전직 형사, 싱글몰트 바(Bar, 밥)사장

간판은 여전히 밥집인데 내부는 엄연한 Bar.
가끔 눈매가 매서워지고 핵심을 꿰는 말을 하지만 대부분 허허실실.
겉모습도 워낙 허술해 대부분의 사람들은 그의 말을 귀담아 듣지 않는다.
- 신혜지 : 이주영 역 - 안리사의 같은 반 친구

넉넉지 못한 형편에 매일 술에 절어 사는 아버지와 단둘이 산다.
여러모로 리사와 어울리기 쉽지 않은 환경에서 자랐지만 언제고 리사가 부르면 곁에 있는 유일한 친구다.
모든 일을 휴대폰으로 찍어대는 기록왕.
- 서진원 : 이일성 역 - 이주영의 아버지, 전직 프로당구선수

당구장을 운영했지만 지금은 회생의 기미가 보이지 않는 벼랑 끝 상황.
주영의 담임이었던 해원을 만나 인생의 반전을 노린다.

### 그 외 사람들
- 김호정 : 이정은 역 - 화인 갤러리 관장

대학시절 천재성을 보이던 우재 아빠를 동경하고 짝사랑했다.
미모와 교양을 갖춘 예술가들의 조력자.
요절한 아버지를 닮은 우재의 작품을 보고 후원해주고 싶어 한다.
- 한재이 : 윤정 역 - 화인 갤러리 큐레이터

화인갤러리 소속작가인 희주를 동경한다.
- 강애심 : 옥수 역 - 정선우를 따라다니는 미스테리한 인물

- 미상 : 여학생 역
- 미상 : 가사도우미 역
- 미상 : 태림여고 교감의 딸 역
- 미상 : 박상현 역 - 전직 형사, 이동미의 남자친구, 정희주의 사주를 받고 주기적으로 구해원과 서우재의 뒷정보를 제공해주는 인물
- 미상 : 최 변호사 역
- 미상 : 펍의 주인 역

## 시청률
최저 시청률과 최고 시청률은 시청률 조사회사와 지역별로 시청률에 차이가 있을 수 있습니다.
| 2021년 | 2021년    | 2021년         | 2021년       |
| 회차   | 방송일    | AGB 시청률     | AGB 시청률   |
| 회차   | 방송일    | 대한민국(전국) | 서울(수도권) |
| ------ | --------- | -------------- | ------------ |
| 제1회  | 10월 13일 | 3.636%         | 4.109%       |
| 제2회  | 10월 14일 | 2.592%         | 3.335%       |
| 제3회  | 10월 20일 | 2.899%         | 3.242%       |
| 제4회  | 10월 21일 | 2.722%         | 3.164%       |
| 제5회  | 10월 27일 | 2.359%         | 2.706%       |
| 제6회  | 10월 28일 | 2.700%         | 3.593%       |
| 제7회  | 11월 3일  | 2.213%         | 2.2%         |
| 제8회  | 11월 4일  | 2.311%         | 2.7%         |
| 제9회  | 11월 10일 | 2.300%         | 3.041%       |
| 제10회 | 11월 11일 | 2.039%         | 2.841%       |
| 제11회 | 11월 17일 | 2.437%         | 2.787%       |
| 제12회 | 11월 18일 | 2.79%          | 3.568%       |
| 제13회 | 11월 24일 | 2.666%         | 3.148%       |
| 제14회 | 11월 25일 | 2.628%         | 3.303%       |
| 제15회 | 12월 1일  | 2.723%         | 3.165%       |
| 제16회 | 12월 2일  | 3.178%         | 4.154%       |

## 수상
- 2022년 코리아드라마어워즈 여자 최우수연기상 (신현빈)